# Орден Салавата Юлаева
Орден Салавата Юлаева (баш. Салауат Юлаев ордены) — государственная награда Башкортостана.

## История
Орден носит имя Салавата Юлаева.
Учреждён в 1998 году. Первое награждение состоялось 2 октября 2000 года. Первым кавалером ордена стал механизатор коллективного предприятия «Инякское» Зианчуринского района Бурангулов Ирек Зулкарнаевич.

## Описание ордена
Орден изготавливается из серебра или сплава серебра с нейзильбером. Представляет собой семиконечную звезду с гранёными лучами. В центре ордена — круглый медальон диаметром 50 мм покрытый белой эмалью с барельефным изображением Салавата Юлаева. Медальон окаймлён позолоченным рельефным орнаментом.

## Основания награждения
В соответствии с законом, орденом награждают граждан Российской Федерации, иностранных граждан и лиц без гражданства:
1. за плодотворную государственную и общественную деятельность;
2. за героизм и подвиг, совершённые при спасении жизни людей;
3. за высокие производственные достижения;
4. за заслуги в сфере научной и научно-исследовательской деятельности;
5. за высокие творческие достижения в области культуры, искусства, литературы;
6. за заслуги в охране общественного порядка;
7. за успехи в обучении и воспитании подрастающего поколения, активное участие в патриотическом воспитании молодёжи, подготовке высококвалифицированных кадров.

## Порядок награждения
Орденом награждает глава Башкортостана. О награждении издаётся соответствующий указ.